# Ханс фон Кевенхюлер-Франкенбург
Ханс (Йохан VII) фон Кевенхюлер-Франкенбург (на немски: Hans (Johann VI) von Khevenhüller-Frankenburg; * 16 април 1538, Шпитал на Драва; † 8 май 1606, Мадрид) от род Кевенхюлер, е фрайхер на Айхелбург в Каринтия, от 1593 г. имперски граф на Франкенбург в Горна Австрия, императорски пратеник и посланик в испанския двор.

## Живот
Той е големият син на фрайхер Кристоф Кевенхюлер-Айхелберг (1503 – 1557), ландес-хауптман на Каринтия, и първата му съпруга богатата наследничка Елизабет Мансдорфер (1519 – 1541), дъщеря на търговеца от Шпитал Ханс Мансдорфер и Урсула фон Росег. Баща му се жени втори път на 1 юни 1545 г. в Санкт Файт в Каринтия за Анна Мария фон Велц († 1564). Брат му Бартоломеус Кевенхюлер I. (1539 – 1613) е фрайхер на Ландскрон и Вернберг, издигнат на имперски граф Кевенхюлер цу Франкенбург на 19 юли 1593 г., дипломат, губернатор на Каринтия. Полубрат му Мориц Кристоф Кевенхюлер (1549 – 1596) е господар на Патерниан и Зомерег.
Ханс започва през 1558 г. служба при ерцхерцог Максимилиан. През 1560 г. е изпратен от Максимилиан (от 1564 император Максимилиан II) в Испания. Там той има различни служби, 1563 г. кемерер, таен съветник и 1566 г. императорски пратеник в Мадрид. След напускането на Адам фон Дитрихщайн той става през 1572 г императорски пратеник в Испания до смъртта си, общо 26 години.
През 1581 г. Ханс получава от Рудолф II вместо заплатата му господствата Франкенбург с дворците Франкенбург и Фрайн, също господствата замък Когл (където фамилията му построява през 1750 г. дворец Когл и дворец Камер), които през 1593 г. са обединени към „Графството Франкенбург“.
През 1587 г. той получава Ордена на златното руно от Филип II Испански. Рудолф II му дава титлата „таен съветник“ „граф фон Франкенбург“ (1593) и го издига на 19 юли 1593 г. на имперски граф.
От него са запазени голяма кореспонденция и различни дневници за пътуване (Италия, Испания, Холандия, Палестина). В жилището му в Мадрид той има ценни колекции от картини, килими, сребърни съдове и други.
Ханс фон Кевенхюлер умира неженен и бездетен на 8 май 1606 г. в Мадрид. Негов наследник става брат му Бартоломеус Кевенхюлер, граф на Франкенбург (1539 – 1613), говорителят на съсловията на Каринтия, и след това неговият син Франц Кристоф фон Кевенхюлер, който става 1609 г. католик и също дълги години представя Виенския двор като пратеник в Испания.

## Галерия
- Дворец Франкенбург
- Дворец Фрайн (1674)
- Замък Когл (1674)
- Дворец Камер (1674)